# José de Prat Buceli
José de Prat Buceli (València, 25 de novembre de 1855 - 1931) fou un militar, aristòcrata i polític valencià, comte de Berbedel i baró de Sohr, diputat a les Corts Espanyoles durant la restauració borbònica.
Era fill del general de divisió José Prat Miralles, i ell mateix va fer carrera militar tot arribant al grau de tinent coronel d'artilleria. Es casà amb Sofía Dasi y Puigmoltó. Fou elegit diputat pel Partit Conservador al districte de Torrent a les eleccions generals espanyoles de 1905. No participà més en política fins a l'arribada de la Dictadura de Primo de Rivera, quan fou nomenat regidor i primer tinent d'alcalde de l'ajuntament de València.